# Self Atletica
Il Gruppo Sportivo Self Atletica Montanari & Gruzza è una società sportiva di atletica leggera di Reggio Emilia. È stata fondata nel 1988 ed opera su due campi d'atletica: il Virgilio Camparada di Reggio Emilia e il Dorando Pietri di Correggio.

## Storia

### Gli albori dell'atletica leggera a Reggio Emilia
Nei primi anni sessanta le società di atletica di Reggio Emilia erano l'Unipol e la Polisportiva Cooperatori, che si riunirono per formare l'Alco Reggio, collegata con l'Alco Rieti. L'Alco Reggio vinse numerosi allori di grande rilievo nella seconda metà degli anni sessanta, in un periodo nel quale l'atletica a Reggio godette di grande popolarità. L'Alco perdurò fino alla metà degli anni settanta, quando la cessata attività di alcuni dirigenti e atleti causò il termine di un periodo di grandi glorie. Negli ultimi anni l'Alco si collegò con una società di Parma e con L'AZ Verde, per la quale si tesserarono gli atleti più forti (fra i quali Renzo Gorini, Fausto Costoli e Angelo Calò). In quel periodo un gruppo di atleti fondisti di grande valore, con in testa Eugenio Pattacini e Massimo Repetti, fondò il Footing Club, una piccola società di grandi idee e motivazioni. Alla metà degli anni settanta nacque anche l'Atletica Reggio, che sarà destinata in futuro a raccogliere allori significativi. Successivamente l'Alco e il Footing Club cessarono ogni attività, sicché all'inizio degli anni ottanta solo l'Atletica Reggio era operativa, con un folto gruppo di atleti e tecnici. Nel 1985 la spinta di uno sponsor determinato originò la nascita della Giglio Reggiana Atletica, che riunì un buon numero di società di atletica della provincia, fra le quali l'Atletica Reggio, a partire dalla categoria allievi. Seguirono pochi anni di successi, tuttavia caratterizzati da contrasti all'interno della dirigenza della società.

### La nascita e gli esordi

Prima foto di gruppo della Self Atletica, 1989.

Il Gruppo Sportivo Self Atletica A.S.D. nasce a San Biagio di Correggio (RE) il 26 novembre del 1988 grazie alla fusione tra la Self Correggio, capitanata da Giuseppe Pagliari e Ivano Vaccari, ed un gruppo che si stacca dalla Giglio Reggiana Atletica, capitanato da Avio Paganini e Alberto Montanari. Lo stesso Avio Paganini diviene presidente della nuova società e ne disegna il simbolo, che è un lupo in atteggiamento di corsa. I primi colori sociali sono il rosso e il grigio ed il primo sponsor è la ditta Il Ceppo di Campagnola Emilia. La Self viene presentata ufficialmente il 1º aprile 1989 alla Sala delle Farmacie Comunali di Reggio Emilia e durante il primo anno di attività rimane operativa solo nel settore giovanile, fino alla categoria allievi/e, per poi passare anche al settore assoluto l'anno successivo.

### Il periodo Pace e le prime vittorie
Nel 1990 lo sponsor diviene la ditta Pace di Reggio Emilia, che porta ai nuovi colori sociali bianco e arancione, a cui si aggiungerà l'azzurro nei primi anni 2000. Nel 1992 la Self vince il primo titolo regionale a squadre, nelle categorie ragazzi e ragazze, e partecipa per la prima volta ai campionati di società assoluti con la formazione maschile. La squadra femminile invece vi partecipa per la prima volta nel 1993, stesso anno in cui la Self dà vita a Reggio Indoor, manifestazione promozionale riservata agli studenti reggiani delle scuole medie, mentre l'anno successivo (1994) arriva il primo successo in campo nazionale, grazie alla vittoria degli allievi nel campionato di specialità di mezzofondo. Il 1996 rappresenta un altro anno storico per la società, grazie alla prima presenza di un atleta in nazionale (Alessandro Garlassi in un incontro under 23 di lanci), al primo titolo italiano individuale (Eleonora Calvi nel salto triplo cadette) e alla prima partecipazione della squadra assoluta maschile alle finali nazionali del CDS. L'anno successivo (1997) è la volta dell'esordio nelle finali nazionali per la squadra assoluta femminile, mentre la squadra femminile under 20 approda per la prima volta alla finale A a Modena. Nel 1999 tocca agli allievi fare il loro esordio nella finale A dei societari a Rieti, mentre nello stesso anno prende il via la prima edizione del Trofeo Tania Galeotti, manifestazione organizzata dalla Self che nel 2011 diventerà meeting nazionale. Nel 2001 Daniel Sarati diventa il primo campione italiano juniores nei 400 indoor, per poi guidare al titolo anche la staffetta 4x400, nonché il primo atleta a vestire la maglia azzurra ai campionati europei under 20. Nello stesso anno la squadra allievi accede per la prima volta ad una finale A, per poi bissare questo successo l'anno seguente a Clusone, conquistando il quarto posto in Italia. Il 2004 vede invece la realizzazione di altri due importantissimi risultati per l'attività di squadra, con la prima finale A per la squadra under 23 maschile (a Fano), ma soprattutto con la squadra assoluta maschile, che a Pescara calca per la prima volta il terreno di una finale A1; a livello individuale arriva un altro titolo italiano juniores, grazie a Mirco Spaggiari che vince a sorpresa i 200 indoor. Nel 2005 Lorenzo Franzoni pone un sigillo sul quindicennio di sponsorizzazione della Pace partecipando ai campionati mondiali under 18.

### Montanari & Gruzza e i successi nelle categorie assolute
Il 2006 infatti vede il cambio di sponsorizzazione, con l'entrata della Montanari & Gruzza di Villa Gaida (RE) ed il conseguente cambio dei colori sociali a bianco e azzurro; con la nuova divisa addosso Franzoni si riconferma ai vertici nazionali vincendo il titolo italiano indoor juniores di salto triplo. L'anno successivo (2007) anche la squadra assoluta femminile approda per la prima volta alle finali nazionali del campionato di società su pista mentre iniziano a mettersi in luce i talenti di Michele Calvi, che partecipa ai mondiali under 18, e di Martina Balboni, che prende parte agli europei under 20. Nel 2008 la Balboni si riconferma partecipando ai mondiali under 20 e Maria Vittoria Fontanesi conquista il primo titolo italiano assoluto della Self; nello stesso anno prende il via la prima edizione dell'Ecologic Cross, manifestazione che nel corso degli anni si amplierà notevolmente sull'onda delle tematiche dell'ecologia e dell'alimentazione, sempre sotto l'organizzazione della Self. Nel 2009 altre due importantissime nazionali grazie ancora una volta alla Balboni (europei under 23) e a Calvi (europei under 20), il quale chiude anche la categoria juniores con 2 titoli nazionali di decathlon; l'anno seguente lo stesso Calvi porta per la prima volta i colori della Self nella nazionale assoluta, con la partecipazione alla Coppa Europa di prove multiple. Sempre dalle prove multiple nel 2011 arriva poi il primo titolo regionale individuale assoluto a squadre, mentre l'accoppiata Calvi-Balboni, con il primo che nel frattempo è entrato a far parte del centro sportivo Esercito, si veste ancora d'azzurro ai campionati europei under 23.

## Campionati di società

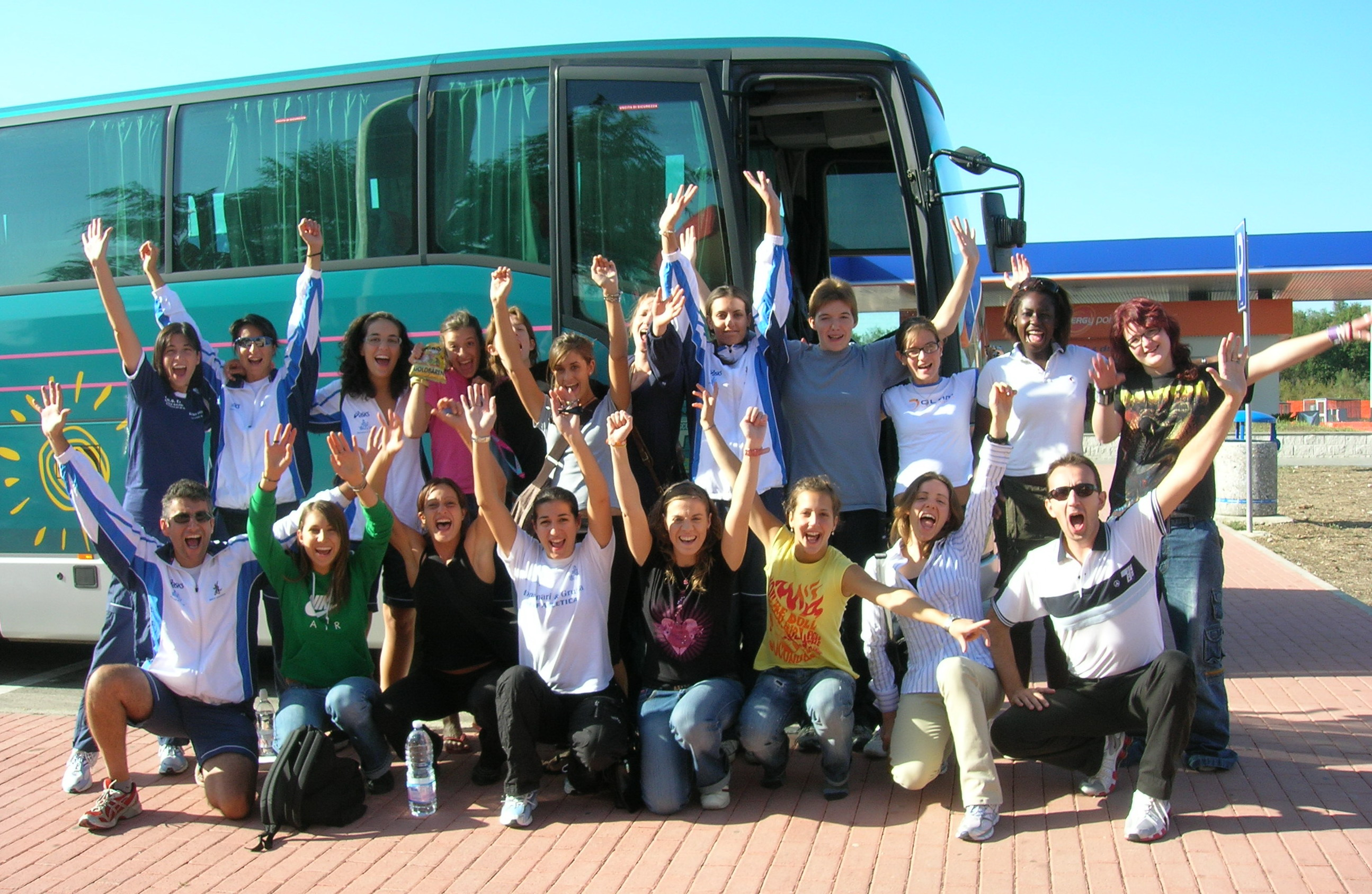
Campionato di società assoluto finale A1, Marano 2007.

Questi i risultati di maggior spessore ottenuti dalla Self nei campionati nazionali di società:
- 5 finali A1 nei CDS su pista assoluti
- 8 finali A nei CDS su pista giovanili (allievi, juniores, promesse)
- 8º posto nella classifica generale del CDS di cross
- 3º posto nella classifica generale del CDS indoor
- 1º posto nel campionato di specialità allievi (settore mezzofondo)

| Categoria | Uomini                  | Uomini  | Uomini | Donne                    | Donne                  | Donne |
| Categoria | Risultato               | Luogo   | Anno   | Risultato                | Luogo                  | Anno  |
| --------- | ----------------------- | ------- | ------ | ------------------------ | ---------------------- | ----- |
| Assoluti  | 11º posto finale A1     | Caorle  | 2006   | 10º posto finale A1      | Marano                 | 2007  |
| Under 23  | 10º posto finale A      | Fano    | 2004   | 10º posto finale Argento | Imola                  | 2010  |
| Under 20  | 4º posto finale Argento | Fano    | 2007   | 11º posto finale A       | Modena                 | 1997  |
| Allievi   | 4º posto finale A       | Clusone | 2002   | 2º posto finale B        | Borgo Valsugana-Majano | 95-98 |

## Campioni italiani
La Self conquista il suo primo titolo italiano giovanile dopo 7 anni di attività agonistica, quando nel 1996 Eleonora Calvi vince i tricolori di salto triplo cadetti. Il primo successo tra gli assoluti giunge invece 12 anni dopo, grazie alla vittoria di Maria Vittoria Fontanesi ai campionati di Cagliari nel 2008. Michele Calvi è invece l'atleta che per più volte è stato in grado di salire sul gradino più alto del podio in un campionato nazionale.
Aggiornato al 31/08/2022, Campioni Italiani aggiornati: https://www.selfatletica.it/wp/albo-doro/campioni-italiani/
| Categoria | Atleta                                | Gara                | Luogo        | Anno |
| --------- | ------------------------------------- | ------------------- | ------------ | ---- |
| Assoluti  | Giulia Botti                          | Trail Running       | Sant'Eufemia | 2015 |
| Assoluti  | Michele Calvi*                        | Decathlon           | Rovereto     | 2014 |
| Assoluti  | Michele Calvi*                        | Eptathlon           | Ancona       | 2013 |
| Assoluti  | Michele Calvi                         | Decathlon           | Milano       | 2013 |
| Assoluti  | Maria Vittoria Fontanesi              | 1500 m              | Cagliari     | 2008 |
| Promesse  | Michele Calvi*                        | 110 m ostacoli      | Bressanone   | 2011 |
| Promesse  | Michele Calvi*                        | Decathlon           | Macerata     | 2011 |
| Promesse  | Michele Calvi                         | Decathlon           | Cercola      | 2010 |
| Juniores  | Sara Nestola                          | Mezza maratona      | Palermo      | 2019 |
| Juniores  | Michele Calvi                         | Decathlon           | Grosseto     | 2009 |
| Juniores  | Michele Calvi                         | Decathlon           | Latina       | 2008 |
| Juniores  | Lorenzo Franzoni                      | Salto triplo indoor | Ancona       | 2006 |
| Juniores  | Mirco Spaggiari                       | 200 m indoor        | Ancona       | 2004 |
| Juniores  | Ferrari - Aracri - Cavalieri - Sarati | Staffetta 4x400 m   | Milano       | 2001 |
| Juniores  | Daniel Sarati                         | 400 m indoor        | Ancona       | 2001 |
| Cadetti   | Jacopo Curti                          | 1200m siepi         | Cles         | 2016 |
| Cadetti   | Mauro Menozzi                         | Staffetta svedese   | Formia       | 2002 |
| Cadetti   | Eleonora Calvi                        | Salto triplo        | Caorle       | 1996 |
| Cadetti   | Capitini-Troiano                      | Staffetta svedese   | Caorle       | 1996 |

* Atleta tesserato per un gruppo sportivo militare

## Presenze in nazionale

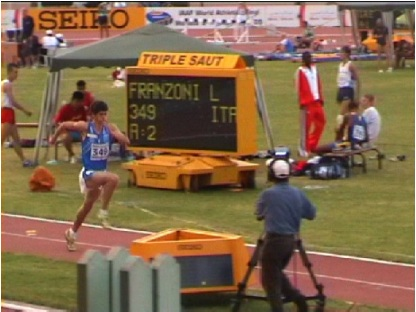
Lorenzo Franzoni ai Campionati Mondiali U18 del 2005.

La prima presenza in nazionale di un atleta della Self risale al 1996, quando Alessandro Garlassi partecipò ad un triangolare under 23 di lanci. La prima partecipazione in una nazionale di vertice è stata ottenuta da Daniel Sarati nel 2001 ai Campionati Europei Under 20. Il primo azzurro della categoria assoluta è stato invece Michele Calvi, nella Coppa Europa di prove multiple del 2010 (First League).
Aggiornato al 31/08/2022, presenze in nazionale aggiornate: https://www.selfatletica.it/wp/albo-doro/presenze-in-nazionale/
| Manifestazione                           | Atleta           | Gara                   | Piazzamento | Luogo     | Anno |
| ---------------------------------------- | ---------------- | ---------------------- | ----------- | --------- | ---- |
| Campionati del Mondo a Squadre di Marcia | Sara Vitiello    | Marcia su strada 35 km | 22°         | Muscat    | 2022 |
| Campionati Europei di Cross              | Barbara Bressi   | Cross 8 km             | 37°         | Hyeres    | 2015 |
| Coppa Europa di prove multiple           | Michele Calvi    | Decathlon              | 15°         | Hengelo   | 2010 |
| Coppa Europa di prove multiple           | Michele Calvi    | Decathlon              | 15°         | Tallin    | 2013 |
| Coppa Europa di prove multiple           | Michele Calvi*   | Decathlon              | 10°         | Madeira   | 2014 |
| Campionati Europei Under 23              | Michele Calvi*   | 110 hs                 | 11°         | Ostrava   | 2011 |
| Campionati Europei Under 23              | Martina Balboni  | 4x100                  | 5°          | Ostrava   | 2011 |
| Campionati Europei Under 23              | Martina Balboni  | 4x100                  | 7°          | Kaunas    | 2009 |
| Campionati Mondiali Under 20             | Martina Balboni  | 100m/4x100             | 30°/14°     | Bydgoszcz | 2008 |
| Campionati Europei Under 20              | Michele Calvi    | Decathlon              | 11°         | Novi Sad  | 2009 |
| Campionati Europei Under 20              | Martina Balboni  | 100m/4x100             | 19°/5°      | Hengelo   | 2007 |
| Campionati Europei Under 20              | Daniel Sarati    | 4x400                  | 6°          | Grosseto  | 2001 |
| Campionati Mondiali Under 18             | Michele Calvi    | Octathlon              | 18°         | Ostrava   | 2007 |
| Campionati Mondiali Under 18             | Lorenzo Franzoni | Salto triplo           | 11°         | Marrakech | 2005 |

* Atleta tesserato per un gruppo sportivo militare

## Primati sociali
Aggiornato al 31/08/2022, primati sociali aggiornati: https://www.selfatletica.it/wp/record/primati-sociali/
| Specialità            | Uomini                            | Uomini      | Donne                                        | Donne       |
| Specialità            | Atleta                            | Prestazione | Atleta                                       | Prestazione |
| --------------------- | --------------------------------- | ----------- | -------------------------------------------- | ----------- |
| 100 m                 | Michael Kyereme                   | 10.50       | Martina Balboni                              | 11.80       |
| 200 m                 | Marcello Aprea                    | 21.62       | Martina Balboni                              | 24.45       |
| 400 m                 | Filippo Masini                    | 47.78       | Lucia Cantergiani                            | 55.76       |
| 800 m                 | Youssef Kamali                    | 1:50.64     | Barbara Bressi                               | 2:09.98     |
| 1500 m                | Youssef Kamali                    | 3:45.32     | Maria Vittoria Fontanesi                     | 4:19.18     |
| 3000 m                | Hamid El Mouaziz                  | 8:01.17     | Barbara Bressi                               | 9:26.32     |
| 5000 m                | Hamid El Mouaziz                  | 13:58.11    | Maria Vittoria Fontanesi                     | 16:22.71    |
| 10000 m               | Carlo Guidetti                    | 31:33.2     | Maria Vittoria Fontanesi                     | 33:58.60    |
| Maratonina            | Mohamed Laqouahi                  | 1:03:30     | Nadia Semeria                                | 1:25:49     |
| Maratona              | Mohamed Laqouahi                  | 2:18:53     | Nadia Semeria                                | 3:06:05     |
| 110 hs / 100 hs       | Michele Calvi*                    | 13.81       | Simona Filippini                             | 14.65       |
| 400 hs                | Stefano Casi                      | 53.67       | Sara Cantergiani                             | 1:00.29     |
| 3000 st               | Roberto Boni                      | 8:55.00     | Elena Fontanesi                              | 11:15.21    |
| Lungo                 | Federico Barbieri                 | 7.51        | Michela Mulas                                | 5.88        |
| Alto                  | Alessandro Bellelli               | 2.12        | Lucia Reverberi                              | 1.75        |
| Triplo                | Lorenzo Franzoni                  | 15.46       | Valentina Morigi                             | 12.48       |
| Asta                  | Michele Calvi*                    | 4.60        | Caterina Faccia                              | 3.70        |
| Peso                  | Michele Calvi*                    | 15.85       | Vivian Osagie                                | 12.72       |
| Giavellotto           | Michele Calvi                     | 62.49       | Emanuela Casadei                             | 47.37       |
| Disco                 | Alessandro Garlassi               | 56.20       | Princess Irabor                              | 42.06       |
| Martello              | Emanuele Sintuzzi                 | 51.60       | Deborah Barba                                | 51.05       |
| Marcia 5 km           | Patrice Terranova                 | 25:49.65    | Sara Vitiello                                | 23:22.17    |
| Marcia 10 km          | Patrice Terranova                 | 54:41.11    | Sara Vitiello                                | 46:47.26    |
| Decathlon / Eptathlon | Michele Calvi*                    | 7500        | Lucia Cantergiani                            | 4787        |
| 4x100                 | Adjei - Aprea - Masini - Kyereme  | 41.56       | Mulas - Cantergiani - Cantergiani - Schiassi | 47.51       |
| 4x400                 | Aprea - Sambou - Nicosia - Masini | 3:20.08     | Valcavi - Cantergiani - Cicero - Cantergiani | 3:50.15     |

* Atleta tesserato per un gruppo sportivo militare